# 南北议会间协会
南北議會間協會（英語：North/South Inter-Parliamentary Association）是在愛爾蘭共和國國民議會和北愛爾蘭議會之間創建的議會間論壇。該協會有48名成員，分別來自北愛爾蘭議會和愛爾蘭共和國國民議會，每年將輪流舉行兩次會議。

## 概述
南北議會間協會由肖恩·巴雷特和亞歷克斯·馬斯基共同主持，肖恩·巴雷特是愛爾蘭眾議院議長。亞歷克斯·馬斯基是北愛爾蘭議會議長。一個由12名成員組成的執行委員會，其中6名來自愛爾蘭共和國國民議會和北愛爾蘭議會，為每次會議設定議程。成立大會討論了兒童保護和阿爾斯特運河。第二次全體會議於2013年4月26日在貝爾法斯特舉行。該協會被設想為1998年貝爾法斯特協議第2部分的一部分，該協議處理英國的北愛爾蘭和獨立國家愛爾蘭共和國之間的關係。根據貝爾法斯特協議，兩個司法管轄區同意“考慮”一個議會間論壇（和一個獨立的公民論壇）以及根據該協議建立的南北部長理事會。2006年，作為根據聖安德魯斯協議，北愛爾蘭行政部門同意“它將鼓勵北愛爾蘭議會的各方”建立該論壇。
南北議會間協會的成立標誌著2012年7月在北愛爾蘭貝爾法斯特議會大廈召開的一次議員聚會。該協會的第一次全體會議於2012年10月12 日在愛爾蘭共和國首都都柏林倫斯特府的參議院會議廳舉行。